# Sned rödmussling
Sned rödmussling (Crepidotus autochthonus) är en svampart som beskrevs av J.E. Lange 1938. Enligt Catalogue of Life ingår Sned rödmussling i släktet rödmusslingar,  och familjen Inocybaceae, men enligt Dyntaxa är tillhörigheten istället släktet rödmusslingar,  och familjen Crepidotaceae. Arten är reproducerande i Sverige. Inga underarter finns listade i Catalogue of Life.
I den svenska databasen Dyntaxa används istället namnet Crepidotus applanatus för samma taxon.  Arten är reproducerande i Sverige.